# Ivonne de Lys
Ivonne de Lys (n. Buenos Aires, Argentina, 17 de septiembre de 1933) es el seudónimo de Ivonne Bastién, actriz y cantante argentina que hizo parte de su carrera también en los Estados Unidos y España, retirándose del ambiente artístico en la década de 1990.

## Biografía
Ivonne de Lys de un padre francés y una madre española. Con trece años entró a formarse como cantante lírica  en el  Conservatorio Nacional.
Trabajó con figuras nacionales e internacionales de renombre como Alberto de Mendoza, Carlos Estrada, Pedro Quartucci, Francisco Álvarez, Tilda Thamar, Carlos Castro "Castrito", Delfy de Ortega, Alberto Terrones, Ana Arneodo. Enrique García Satur, Néstor Deval, Enzo Viena, Fernando Campos e Iris Portillo, entre otros.
Pocos años después de su primera salida de Argentina y antes de su primer matrimonio se cambió el nombre artístico pasando a ser conocida como Ivonne Bastien.

## Carrera

### Filmografía
- 1945: La amada inmóvil
- 1946: Un modelo de París
- 1947: Un marido ideal
- 1948: Al marido hay que seguirlo
- 1950: Historia de una noche de niebla
- 1950: Fangio, el demonio de las pistas
- 1952: Último día
- 1961: Mi mujer me gusta más
- 1963: Pacto de silencio
- 1963: Un tiro por la espalda
- 1963: El sol en el espejo
- 1964: El hombre de la diligencia
- 1966: Ringo de Nebraska
- 1967: Siete espías en la trampa
- 1966: El rancho maldito
- 1970: El mesón del gitano
- 1984: Con el tango en el corazón[2]

### Teatro
Sus primeros pasos de actriz lo dio en el Teatro Experimental de Buenos Aires, ingresando luego en la compañía de Josefina Díaz y Manuel Collado Montes.
Entre sus obras teatrales se destaca Millonario con yate y americana. 

### Etapa como cantante
En 1970 reinició  su carrera como cantante, esta vez de tangos, fundando en Argentina la "Compañía discográfica Phonosur". Allí se inició  en el famoso local tanguero Lo de Ceretti.
En Francia trabajó en "Les Trottoirs de Buenos Aires", además de grabar discos y trabajar en el Teatro L' Space Gaite.

## Vida privada
A fines de la década de 1940 se comprometió en matrimonio con Héctor Julio Díaz, dirigente del Club Sarmiento de Junín y hombre de confianza del General Juan Domingo Perón, que llegaría a ser Ministro de Transporte de la Nación y presidente del Banco de Crédito Industrial. Se casaron el 23 de mayo de 1952 en la Iglesia del Buen Suceso de Madrid, España, y tuvieron dos hijos: Héctor y Ernesto.
Héctor Díaz falleció el 3 de marzo de 1956, a la edad de 45 años. Ivonne decidió volver a España y el 19 de junio de 1957 se casó con el actor y director español Antonio Fernández-Román, a quien había conocido a comienzos de la década de 1950 tras coincidir en una fiesta organizada por la actriz Niní Montián. Con él tuvo a su hija Leticia en 1959.
En 1989 Román falleció víctima de una embolia cerebral.
Ivonne de Lys tiene seis nietos de sus tres hijos: Bernardo, Alejandro Cremades, Ángela, Eloisa, Ernesto y Héctor. Actualmente reside entre Madrid, Buenos Aires y París.

## Premio
Ivonne recibió el Premio "Revelación Zully Moreno" en 1964, por la coproducción hispano-argentina, El sol en el espejo.